# Francisc al III-lea, Duce de Bretania
Francisc al III-lea (franceză François III; 28 februarie 1518 – 10 august 1536) a fost Duce de Bretania și Delfin de Viennois ca primul fiu și moștenitor al regelui Francisc I al Franței și a reginei Claude a Franței. Încoronat Duce de Bretania după unirea ducatului de Bretania cu Franța, în 1532, Francisc moare prematur în 1536. Cauza morții premature a fost obiect de controverse, contemporanii spuneau că a fost otrăvit din ordinul Împăratului Carol Quintul, adversarul principal al politicii franceze în Europa.

## Biografia

### Delfin al Franței

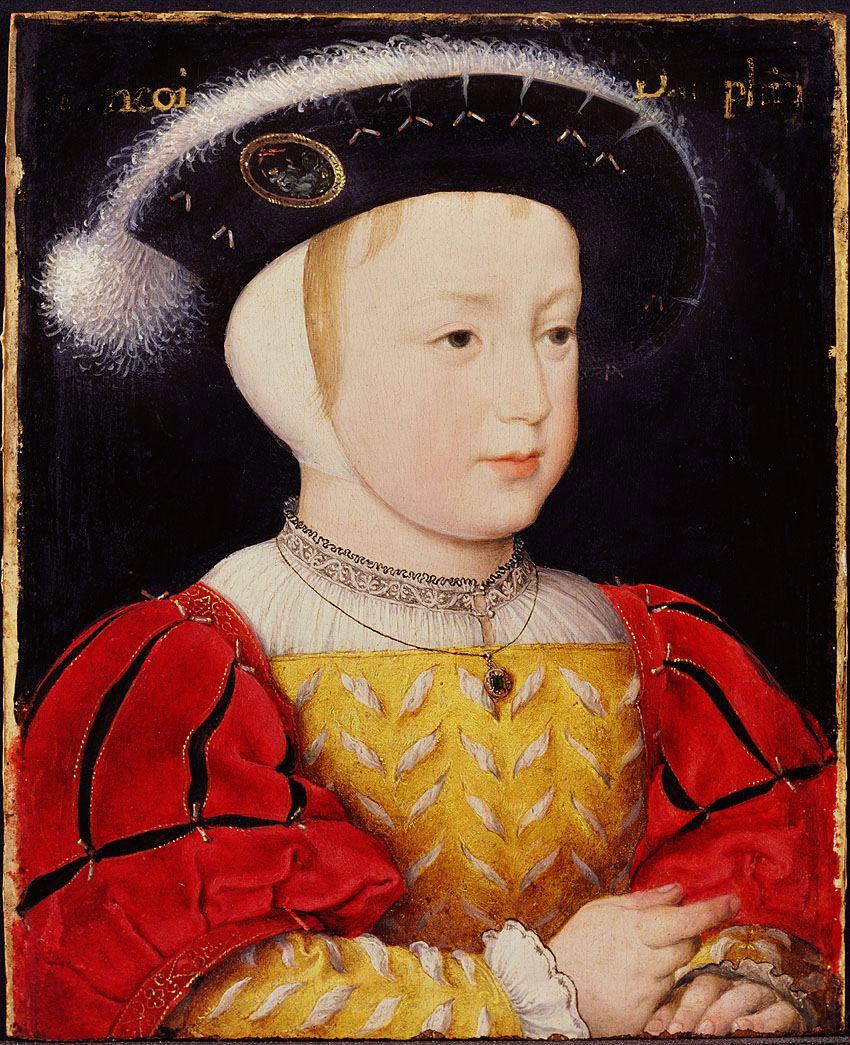
Francisc copil, pictat de François Clouet.

La 28 februarie 1518 Claude a Franței, ducesă de Bretania și regină a Franței dă naștere primului copil. Numit Francisc, ca și tatăl său, primește titlul de delfin al Franței ca urmaș la tronul Franței. În 1518 în cadrul tratatului de la Londra se aranjează căsătoria lui(nou născut) cu Maria(care avea doi ani), fiica lui Henric al VIII-lea al Angliei și a lui Catherine de Aragon. Este botezat la Amboise în 25 aprilie 1519, iar Leonardo da Vinci este chemat să proiecteze decorurile. Între timp, Francisc I, învins în bătălia de la Pavia, este luat ostatic de Împăratul  Carol Quintul, inițial la Alcázar la Madrid. Pentru a se putea întoarce în Franța, Francisc I semnează Tratatul de la Madrid 1526, iar Carol Quintul îi cere ostateci cei cei doi fii: Francisc, delfinul și fratele său mai mic Henric. Francisc I este de acord, iar schimbul are loc la granița dintre Spania și Franța. Orfani de mamă, care murise cu un an înainte, vor fi prizonieri timp de patru ani 1526-1530, ținuți aproape ca niște prizonieri comuni în întuneric și izolament. Cei doi copii, unul de opt, iar celălalt de trei ani(când au fost luați ostateci), au rămas marcați pe viață de perioada petrecută ca prizonieri. Gusturile sumbre, solitare, preferința pentru culoarea neagră(ca și spaniolii), pasiunea pentru lectură, au fost atribuite perioadei petrecute ca ostatic la Madrid.

### Duce de Bretania
Moștenitor al Ducatului de Bretania, la moartea mamei sale în 1524, inițial îi este contestat titlul. Într-un final ca urmare a presiunilor exercitate de Francisc I, în 1532 are loc  tratatul de unire a Bretaniei cu Franța. Este încoronat Duce de Bretania la Rennes în 14 august 1532. Nu a guvernat niciodată ducatul. La șaptesprezece ani a avut prima și ultima amantă domnișoara de l'Estrange.

### Moartea
După o partidă cu mingea jucată cu secretarul său, contele Montecoccoli Sebastiano , bea un pahar cu apă rece și face pneumonie, iar după câteva zile, 10 august 1536, la optsprezece ani moare. Medicii care au executat autopsia au declarat moartea din cauze naturale, dar opinia publică nu a acceptat și se credea că fusese otrăvit. Vinovatul este găsit propriu în contele Montecoccoli, adică persoana care-i dădu-se de băut delfinului. În urma torturii acesta mărturisește delictul și un proces public îl condamnă la moarte prin sfârtecare, pedeapsa aplicată regicizilor. Execuția are loc la Lyon, în prezența regelui și a curții regale, iar câte un sfert din trupul său este atârnat la fiecare din cele patru porți ale orașului. Astfel Henric devine delfin al Franței și va fi viitorul Henric al II-lea. Moartea lui Francisc a fost unul din evenimentele cele mai întunecate petrecute la curtea lui Francisc I. În acele vremuri unii presupuneau că fusese ucis din ordinul lui Carol Quintul, alții i-au atribuit vina lui Caterina de Medici care voia să-l îndepărteze pentru al urca pe tron pe soțul său, Henric. Dar cea mai plauzibilă rămâne teoria unei pleurezii contractate în timpul captivității în Spania. 